# Christopher John Lewis
Christopher John Lewis (7. září 1964, Dunedin – 23. září 1997, Věznice Mount Eden, Auckland) byl novozélandský zločinec, který se v roce 1981 neúspěšně pokusil o atentát na britskou královnu Alžbětu II.
V roce 1997 byl obviněn z vraždy Tanie Furlanové a únosu její dcery, ačkoli se ukázalo, že za to může jeho kamarád. Než mohl být postaven před soud, spáchal sebevraždu.

## Životopis
Christopher John Lewis se narodil 7. září 1964 v Dunedinu. Měl pohnutý život; jeho otec byl krutý vychovatel a sám Lewis po napadení jiného dítěte byl vyloučen ze školy. Ve škole se trápil a do osmi let neuměl psát ani číst. Jako chlapec zbožňoval Charlese Mansona. V pubertě založil se dvěma kamarády rádoby partyzánskou armádu (National Imperial Gurelia Army). Skupina ukradla zbraně, poslala výhružný dopis policii a vyloupila poštu, přičemž ukradla 5 244 dolarů.
Dne 14. října 1981 sledoval sedmnáctiletý Lewis novozélandské turné britské královské rodiny, která měla navštívit Otago Museum v Dunedinu. Lewis ukryl pušku ráže .22 (5,6 mm) do starých džín a na kole dojel do budovy Adams Building, kde zaujal pozici v kabince na toaletě, načež vystřelil na královnu vystupující z auta. Výstřel nikoho nezranil, ale bylo slyšet hlasité prasknutí; místní policie novinářům sdělila, že šlo o prasknutí značky.
Ačkoli Lewis neměl pro svůj záměr vhodnou pozorovatelnu ani dostatečně výkonnou pušku, zpráva novozélandské bezpečnostní zpravodajské služby z roku 1997 uvádí, že jeho záměrem bylo královnu zabít. Osm dní po pokusu byl Lewis zatčen a obviněn z veřejného držení střelné zbraně a střelby na veřejnosti. Když mu byla obvinění přečtena, Lewis odpověděl: „Jen dvě obvinění, cože? Do prdele ... Kdyby ji ta kulka zasáhla, byla by to vlastizrada?“ Odseděl si tři roky ve vězení, z toho poslední část v psychiatrické léčebně. Novozélandská policie příběh ututlala, protože se obávala, že by to mohlo vytvořit negativní obraz Nového Zélandu a ohrozit budoucí návštěvy královské rodiny. Až v únoru 2018 byl příběh o atentátu zveřejněn na žádost agentury Fairfax Media.
Lewis se v roce 1983 neúspěšně pokusil o útěk z psychiatrické léčebny. Stalo se tak v době, kdy princ a princezna z Walesu, Charles a Diana, cestovali se svým synem Williamem po Novém Zélandu.
Po svém propuštění byl i nadále hlídán policií, a když se uskutečnila třetí královská návštěva, vláda ho internovala na Velkém bariérovém ostrově. Později, v roce 1997, byl obviněn z vraždy kladivem mladé matky Tanii Furlanové a z únosu jejího dítěte. Během čekání na soud se ve věznici Mount Eden v Aucklandu zabil elektrickým proudem. K vraždě se později přiznal Lewisův přítel Travis Burns, který však Lewise do tohoto zločinu zapletl.